# Ukraine aux Jeux olympiques de la jeunesse d'hiver de 2012
L'Ukraine a participé aux Jeux olympiques de la jeunesse d'hiver de 2012 à Innsbruck en Autriche du 13 au 22 janvier 2012. 

## Médaillés
| Médaille | Nom                               | Sport               | Épreuve         | Date       |
| -------- | --------------------------------- | ------------------- | --------------- | ---------- |
| Argent   | Aleksandra Nazarova Maxim Nikitin | Patinage artistique | Danse sur glace | 17 janvier |

## Résultats

### Ski alpin
L'Ukraine a qualifié 2 athlètes.
Hommes
| Athlète       | Épreuve      | Finale        | Finale   | Finale        | Finale |
| Athlète       | Épreuve      | Manche 1      | Manche 2 | Total         | Rang   |
| ------------- | ------------ | ------------- | -------- | ------------- | ------ |
| Dmytro Mytsak | Slalom       | 46 s 30       | 44 s 34  | 1 min 30 s 64 | 26     |
| Dmytro Mytsak | Slalom géant | 1 min 03 s 03 | 59 s 88  | 2 min 02 s 91 | 28     |
| Dmytro Mytsak | Super-G      |               |          | 1 min 08 s 89 | 27     |
| Dmytro Mytsak | Combiné      | 1 min 08 s 35 | 43 s 83  | 1 min 52 s 18 | 26     |

Femmes
| Athlète              | Épreuve      | Finale        | Finale           | Finale           | Finale           |
| Athlète              | Épreuve      | Manche 1      | Manche 2         | Total            | Rang             |
| -------------------- | ------------ | ------------- | ---------------- | ---------------- | ---------------- |
| Anastasiia Gorbunova | Slalom       | 48 s 73       | N'a pas terminée | N'a pas terminée | N'a pas terminée |
| Anastasiia Gorbunova | Slalom géant | 1 min 04 s 42 | 1 min 04 s 52    | 2 min 08 s 94    | 30               |
| Anastasiia Gorbunova | Super-G      |               |                  | 1 min 12 s 53    | 26               |
| Anastasiia Gorbunova | Combiné      | 1 min 12 s 84 | N'a pas débuté   | N'a pas débuté   | N'a pas débuté   |

### Biathlon
L'Ukraine a qualifié 4 athlètes.
Hommes
| Athlète         | Épreuve   | Finale        | Finale  | Finale |
| Athlète         | Épreuve   | Temps         | Manqués | Rang   |
| --------------- | --------- | ------------- | ------- | ------ |
| Dmytro Ihnatyev | Sprint    | 21 min 39 s 9 | 3       | 22     |
| Dmytro Ihnatyev | Poursuite | 33 min 24 s 0 | 8       | 27     |
| Maksym Ivko     | Sprint    | 20 min 28 s 4 | 3       | 7      |
| Maksym Ivko     | Poursuite | 31 min 01 s 4 | 7       | 10     |

Femmes
| Athlète               | Épreuve   | Finale        | Finale  | Finale |
| Athlète               | Épreuve   | Temps         | Manqués | Rang   |
| --------------------- | --------- | ------------- | ------- | ------ |
| Anastasiya Merkushyna | Sprint    | 19 min 01 s 7 | 3       | 13     |
| Anastasiya Merkushyna | Poursuite | 31 min 46 s 4 | 8       | 18     |
| Yuliya Zhuravok       | Sprint    | 19 min 23 s 1 | 2       | 18     |
| Yuliya Zhuravok       | Poursuite | 29 min 16 s 8 | 0       | 8      |

Mixte
| Athlète                                                               | Épreuve                           | Finale            | Finale  | Finale |
| Athlète                                                               | Épreuve                           | Temps             | Manqués | Rang   |
| --------------------------------------------------------------------- | --------------------------------- | ----------------- | ------- | ------ |
| Yuliya Zhuravok Anastasiya Merkushyna Dmytro Ihnatyev Maksym Ivko     | Relais mixte                      | 1 h 14 min 47 s 5 | 3+12    | 4      |
| Anastasiya Merkushyna Oksana Shatalova Maksym Ivko Oleksii Krasovskyi | Relais mixte ski de fond/biathlon | 1 h 08 min 48 s 9 | 4+10    | 14     |

### Ski de fond
L'Ukraine a qualifié 2 athlètes.
Hommes
| Athlète            | Épreuve      | Finale        | Finale |
| Athlète            | Épreuve      | Temps         | Rang   |
| ------------------ | ------------ | ------------- | ------ |
| Oleksii Krasovskyi | 10 km hommes | 31 min 53 s 0 | 20     |

Femmes
| Athlète          | Épreuve     | Finale        | Finale |
| Athlète          | Épreuve     | Temps         | Rang   |
| ---------------- | ----------- | ------------- | ------ |
| Oksana Shatalova | 5 km femmes | 16 min 22 s 0 | 15     |

Sprint
| Athlète            | Épreuve       | Qualification | Qualification | Quart de finale | Quart de finale | Demi-finale   | Demi-finale   | Finale        | Finale        |
| Athlète            | Épreuve       | Total         | Rang          | Total           | Rang            | Total         | Rang          | Total         | Rang          |
| ------------------ | ------------- | ------------- | ------------- | --------------- | --------------- | ------------- | ------------- | ------------- | ------------- |
| Oleksii Krasovskyi | Sprint hommes | 1 min 50 s 43 | 30 Q          | 1 min 49 s 8    | 5               | Non qualifié  | Non qualifié  | Non qualifié  | Non qualifié  |
| Oksana Shatalova   | Sprint femmes | 2 min 06 s 58 | 24 Q          | 2 min 05 s 1    | 4               | Non qualifiée | Non qualifiée | Non qualifiée | Non qualifiée |

Mixte
| Athlète                                                               | Épreuve                           | Finale            | Finale  | Finale |
| Athlète                                                               | Épreuve                           | Temps             | Manqués | Rang   |
| --------------------------------------------------------------------- | --------------------------------- | ----------------- | ------- | ------ |
| Anastasiya Merkushyna Oksana Shatalova Maksym Ivko Oleksii Krasovskyi | Relais mixte ski de fond/biathlon | 1 h 08 min 48 s 9 | 4+10    | 14     |

### Patinage artistique
L'Ukraine a qualifié 6 athlètes.
Hommes
| Athlète(s)      | Épreuve    | PC/DO  | PC/DO | PL/DL  | PL/DL | Total  | Total |
| Athlète(s)      | Épreuve    | Points | Rang  | Points | Rang  | Points | Rang  |
| --------------- | ---------- | ------ | ----- | ------ | ----- | ------ | ----- |
| Yaroslav Paniot | Individuel | 36,04  | 13    | 96,51  | 8     | 132,55 | 9     |

Femmes
| Athlète(s)     | Épreuve    | PC/DO  | PC/DO | PL/DL  | PL/DL | Total  | Total |
| Athlète(s)     | Épreuve    | Points | Rang  | Points | Rang  | Points | Rang  |
| -------------- | ---------- | ------ | ----- | ------ | ----- | ------ | ----- |
| Darin Khussein | Individuel | 39,77  | 10    | 69,54  | 11    | 109,31 | 9     |

Couples
| Athlète(s)                            | Épreuve         | PC/DO  | PC/DO | PL/DL  | PL/DL | Total  | Total |
| Athlète(s)                            | Épreuve         | Points | Rang  | Points | Rang  | Points | Rang  |
| ------------------------------------- | --------------- | ------ | ----- | ------ | ----- | ------ | ----- |
| Ielizaveta Usmantseva Vladislav Lysoy | Couples         | 34,81  | 5     | 60,54  | 5     | 95,35  | 5     |
| Aleksandra Nazarova Maxim Nikitin     | Danse sur glace | 57,44  | 2     | 74,24  | 2     | 131,68 | 2     |

Mixte
| Athlètes                                                                                    | Épreuve             | Hommes | Hommes | Hommes | Femmes | Femmes | Femmes | Danse sur glace | Danse sur glace | Danse sur glace | Total  | Total |
| Athlètes                                                                                    | Épreuve             | Score  | Rang   | Points | Score  | Rang   | Points | Score           | Rang            | Points          | Points | Rang  |
| ------------------------------------------------------------------------------------------- | ------------------- | ------ | ------ | ------ | ------ | ------ | ------ | --------------- | --------------- | --------------- | ------ | ----- |
| Équipe 2 Yaroslav Paniot (UKR) Eveliina Viljanen (FIN) Maria Simonova/Dmitri Dragun (RUS)   | Trophée par équipes | 85,06  | 5      | 4      | 76,27  | 3      | 6      | 76,02           | 3               | 6               | 16     | 2     |
| Équipe 8 Timofei Novaikin (FRA) Sindra Kriisa (EST) Aleksandra Nazarova/Maxim Nikitin (UKR) | Trophée par équipes | 99,56  | 4      | 5      | 58,52  | 8      | 1      | 78,44           | 2               | 7               | 13     | 4     |

### Luge
L'Ukraine a qualifié 6 athlètes.
Hommes
| Athlète                          | Épreuve       | Finale   | Finale           | Finale         | Finale |
| Athlète                          | Épreuve       | Manche 1 | Manche 2         | Total          | Rang   |
| -------------------------------- | ------------- | -------- | ---------------- | -------------- | ------ |
| Anton Dukach                     | Simple hommes | 39 s 890 | 40 s 052         | 1 min 19 s 942 | 4      |
| Yuriy Skyba                      | Simple hommes | 40 s 237 | 40 s 349         | 1 min 20 s 596 | 16     |
| Volodymyr Buryy Anatolii Lehedza | Double hommes | 44 s 028 | N'ont pas débuté | -              | -      |

Femmes
| Athlète         | Épreuve       | Finale   | Finale   | Finale         | Finale |
| Athlète         | Épreuve       | Manche 1 | Manche 2 | Total          | Rang   |
| --------------- | ------------- | -------- | -------- | -------------- | ------ |
| Galyna Kurechko | Simple femmes | 41 s 107 | 40 s 916 | 1 min 22 s 023 | 13     |
| Olena Stetskiv  | Simple femmes | 40 s 837 | 40 s 800 | 1 min 21 s 637 | 9      |

Équipe
| Athlète                                                      | Épreuve                   | Finale   | Finale   | Finale   | Finale         | Finale |
| Athlète                                                      | Épreuve                   | Hommes   | Femmes   | Double   | Total          | Rang   |
| ------------------------------------------------------------ | ------------------------- | -------- | -------- | -------- | -------------- | ------ |
| Olena Stetskiv Anton Dukach Volodymyr Buryy Anatolii Lehedza | Relais par équipes mixtes | 45 s 556 | 46 s 852 | 47 s 781 | 2 min 20 s 189 | 7      |

### Combiné nordique
L'Ukraine a qualifié 1 athlète.
Hommes
| Athlète          | Épreuve           | Saut à ski | Saut à ski | Ski de fond | Ski de fond   | Finale        | Finale |
| Athlète          | Épreuve           | Points     | Rang       | Retard      | Temps ski     | Total temps   | Rang   |
| ---------------- | ----------------- | ---------- | ---------- | ----------- | ------------- | ------------- | ------ |
| Vitali Marchenko | Individuel hommes | 80,0       | 16         | 3 min 50    | 30 min 28 s 1 | 34 min 18 s 1 | 16     |

### Patinage de vitesse sur piste courte
L'Ukraine a qualifié 1 athlète.
Femmes
| Athlète            | Épreuve             | Quart de finale  | Quart de finale  | Demi-finale    | Demi-finale   | Finale        | Finale        |
| Athlète            | Épreuve             | Temps            | Rang             | Temps          | Rang          | Temps         | Rang          |
| ------------------ | ------------------- | ---------------- | ---------------- | -------------- | ------------- | ------------- | ------------- |
| Mariya Dolgopolova | 500 mètres femmes   | 49 s 624         | 2 Q              | 1 min 16 s 375 | 5 qB          | 50 s 545      | 4             |
| Mariya Dolgopolova | 1 000 mètres femmes | N'a pas terminée | N'a pas terminée | Non qualifiée  | Non qualifiée | Non qualifiée | Non qualifiée |

Mixte
| Athlète                                                                               | Épreuve              | Demi-finale    | Demi-finale | Finale         | Finale |
| Athlète                                                                               | Épreuve              | Temps          | Rang        | Temps          | Rang   |
| ------------------------------------------------------------------------------------- | -------------------- | -------------- | ----------- | -------------- | ------ |
| Équipe F Qu Chunyu (CHN) Xu Hongzhi (CHN) Mariya Dolgopolova (UKR) Aydin Djemal (GBR) | Relais mixte par CNO | 4 min 21 s 227 | 1 Q         | 4 min 24 s 665 | 2      |

### Saut à ski
L'Ukraine a qualifié 1 athlète.
Hommes
| Athlète        | Épreuve           | 1er saut | 1er saut | 2e saut  | 2e saut | Total  | Total |
| Athlète        | Épreuve           | Distance | Points   | Distance | Points  | Points | Rang  |
| -------------- | ----------------- | -------- | -------- | -------- | ------- | ------ | ----- |
| Serhiy Drozdov | Individuel hommes | 69,6 m   | 107,6    | 68,0 m   | 107,0   | 214,6  | 12    |